# Autobus sebevrahů
Autobus sebevrahů (v originále Hurmaava joukkoitsemurha) je humoristický román oblíbeného finského spisovatele Arto Paasilinny. Kniha byla v originále vydána v roce 1990 a v českém překladu Vladimíra Piskoře v roce 2006. V roce 2000 se kniha dočkala i své stejnojmenné filmové adaptace natočené finským režisérem Ere Kokkonenem.

## Postavy
- Onni Relonen – Několikanásobně zbankrotovaný podnikatel s nepříjemnou manželkou, zhrzený životem se jednoho večera rozhodne svůj život ukončit, což mu však překazí setkání s plukovníkem Kemppainenem, své rozhodnutí proto zatím odloží.
- Hermanni Kemppainen – Čerstvě ovdovělý plukovník finské armády, který byl převelen z aktivní služby. Stesk po své ženě se snaží utopit v alkoholu, když i ten přestane působit rozhodne se svůj život ukončit.
- Helena Puusaari – Zástupkyně ředitele večerního učiliště. Jako první odpověděla na inzerát sdružující potenciální sebevrahy a převzala funkci štábní sekretářky.
- Uula Lismanki – Chovatel sobů žijící na severu země.
- Sakari Piippo – Bývalý kožešinový farmář, nyní zatvrzelý ředitel norčího cirkusu.

V knize se dále nachází mnoho dalších vedlejších postav které se vyznačují různorodostí (ať už pohlaví, sociálního postavení, národnosti), které mají za cíl ukázat, že problematika sebevražd prostupuje ve Finsku celou společností.

## Děj
Kniha vypráví o skupině nešťastných Finů a Finek, kteří už od života nic dobrého nečekají a rozhodnou se spáchat hromadnou sebevraždu. Luxusním autobusem se vydají až na nejsevernější mys Evropy, kde se chtějí vrhnout do vln Ledového oceánu. V rozhodujícím okamžiku se ale ukáže, že mnoha sebevrahům se vlastně umřít nechce. Neustále sebevraždu odkládají a po mnoha dobrodružstvích nakonec doputují až na nejjižnější mys Evropy. Paasilinnovi hrdinové a jejich osudy jsou humorné i dojemné: chovatel sobů Uula Lismanki prchá před spravedlností, protože okradl americké filmaře při stavbě sovětského koncentráku v Laponsku o statisíce dolarů, kožešinový farmář Sakari Piippo chtěl předvádět cvičené norky, oblékl svou ženu do sexy prádla z norkových kožešin, ale přišel o norky i o manželku.

## Ukázka z knihy
„K večeru si v chatě u krbu dopřáli skleničku koňaku. Pro láhev zašel pan plukovník přes louku do auta. Autu ještě běžel motor, jako by jeho majitel vůbec neodešel umřít. Pan plukovník pozvedl sklenku a pronesl: „Nakonec je to dobře, Onni, že tě náhoda přivedla do toho seníku… v pravou chvíli.“
„Tak… zůstali jsme naživu. Ale kdybych se opozdil nebo zabloudil do jiného seníku, tak bychom už oba byli nebožtíci. Ty bys visel na trámu a já bych měl hlavu na kaši.“
Pan plukovník se Rellonenovi zadíval na hlavu. „Byla by z tebe ošklivá mrtvola,“ prohodil zamyšleně. Rellonen vyslovil názor, že ani mohutný plukovník pověšený na trámu by nevypadal zrovna vábně.
To, k čemu došlo, pan plukovník považoval za obrovskou náhodu, z matematického hlediska stejně pravděpodobnou jako výhra v loterii. Přemýšleli, jak je vůbec možné, že dva muži se chystali zabít zrovna ve stejném seníku a dorazili na místo ve stejný čas. Kdyby se rozhodli vzít si život o kus dál na sever, v Pohjanmaa, sotva by je něco zachránilo. V Pohjanmaa jsou přece nedozírné lány poseté stovkami, možná tisícovkami seníků. Ty by vystačily, aby se v nich nerušené oběsila nebo zastřelila i stovka mužů.
Přemýšleli také o tom, co člověka ve chvíli, kdy se chce sprovodit ze světa, vlastně přiměje odejít z vlastního domova? A proč si hledá nějaké chráněné místo, například starý seník? Že by se podvědomě zdráhal zaneřádit si dům? Smrt se rozhodně nedá považovat za pěknou nebo čistou událost. A chráněné místa je třeba najít, aby tělo, jakkoli ošklivé, nebylo pod širým nebem vystaveno napospas dešťům či kálejícím ptákům.“